# Earnie Killum
Earnest "Earnie" Killum (Clarksdale, Misisipi, 11 de junio de 1948-Atlanta, 11 de junio de 2020) fue un jugador de baloncesto estadounidense que disputó una temporada en la NBA. Con 1,90 metros de estatura, jugaba en la posición de base.

## Trayectoria deportiva

### Universidad
Tras pasar dos años en el Coahoma Community College, jugó durante dos temporadas con los Hatters de la Universidad de Stetson, en las que promedió 24,9 puntos y 5,1 rebotes por partido. En su última temporada fue incluido en el tercer equipo All-American de la División II de la NCAA.

### Profesional
Fue elegido en la trigésima posición del Draft de la NBA de 1970 por Los Angeles Lakers, y también por los Carolina Cougars en el draft de la ABA,  habiendo sido fichado por tres temporadas por los primeros. Pero en toda la temporada, únicamente, llegó a jugar cuatro partidos, en los que consiguió un punto y dos rebotes, siendo despedido antes del comienzo de la temporada 1971-72.

## Estadísticas de su carrera en la NBA

### Temporada regular
| Temporada | Edad | Equipo             | Liga | P | TIT | MIN | TC  | TCA | %TC  | 3P | 3PA | %3P | TL  | TLA | %TL   | R.OF. | R.DEF. | REB | ASIS | ROB | TAP | PER | FP  | PTS |
| 1970-71   | 22   | Los Angeles Lakers | NBA  | 4 |     | 3.0 | 0.0 | 1.0 | .000 |    |     |     | 0.3 | 0.3 | 1.000 |       |        | 0.5 | 0.0  |     |     |     | 0.3 | 0.3 |
| Total     |      |                    | NBA  | 4 |     | 3.0 | 0.0 | 1.0 | .000 |    |     |     | 0.3 | 0.3 | 1.000 |       |        | 0.5 | 0.0  |     |     |     | 0.3 | 0.3 |

### Playoffs
| Temporada | Edad | Equipo             | Liga | P | MIN | TCA | TC | 3PA | 3P | TLA | TL | R.OF. | REB | ASIS | ROB | TAP | PER | FP | PTS | %TC   | %3P | %FT  | MIN | PTS | REB | AST |
| 1970-71   | 22   | Los Angeles Lakers | NBA  | 2 | 4   | 1   | 1  |     |    | 2   | 3  |       | 0   | 0    |     |     |     | 1  | 4   | 1.000 |     | .667 | 2.0 | 2.0 | 0.0 | 0.0 |
| Total     |      |                    | NBA  | 2 | 4   | 1   | 1  |     |    | 2   | 3  |       | 0   | 0    |     |     |     | 1  | 4   | 1.000 |     | .667 | 2.0 | 2.0 | 0.0 | 0.0 |

## Fallecimiento
Falleció en Atlanta a los setenta y dos años el 11 de junio de 2020.